# Мэйбл Пайнс
Мэйбл Пайнс (англ. Mabel Pines) — одна из главных героев мультсериала Гравити Фолз. Персонаж создан Алексом Хиршем и озвучен Кристен Шаал. Прототипом образа Мэйбл послужила сестра-близнец Алекса Хирша, Ариэль Хирш. Персонаж был хорошо воспринят критикой. Мэйбл впервые появляется в безымянной пилотной серии, не вошедшей в канву мультсериала безымянного пилота, подготовленной Хиршем для демонстрации своей задумки. Затем Мэйбл появилась в первом эпизоде «Гравити Фолз» «Секреты Гравити Фолз». С тех пор Мэйбл со своим братом Диппером Пайнсом фигурировали в каждой серии мультсериала. Мэйбл также посвящено несколько сопутствующих основному сериалу мини-эпизодов, в частности «Советы Мэйбл» и «Альбом памятных событий Мэйбл». Помимо мультсериала, Мэйбл также появляется в официальной продукции «Гравити Фолз» и в видеоиграх.

## Роль в сериале
Мэйбл — непоседливая 12-летняя девочка (в последней серии «Гравити Фолз» им с братом исполнилось по 13 лет) из Пьемонта, штат Калифорния, уехавшая вместе с братом Диппером на летние каникулы к двоюродному дедушке («дяде», в оригинале — grunkle) Стэну Пайнсу, держащему магазинчик «Хижина чудес», в вымышленном городке Гравити Фолз, штат Орегон. Мэйбл помогает своему брату Дипперу в его приключениях по раскрытию тайн Гравити Фолз. По ходу сюжета дети сталкиваются с мифическими существами вроде гномов, криптидов, демонов, инопланетян и минотавров и злодейскими кознями Билла Шифра.
Родители Диппера и Мэйбл не были показаны в мультсериале. Присутствие Мэйбл делает любую ситуацию веселее. Носит красочные свитера и юбки, постоянно улыбается. Часто влюбляется в симпатичных парней, каждый день находит себе новое занятие, ищет каждый день новые приключения и подталкивает друзей к участию в них. Лучшими подругами Мэйбл являются Кэнди и Гренда. Свои умения в декоративно-прикладных искусствах она демонстрирует в эпизоде «Охота за головой», когда делает восковую фигуру дяди Стэна. Дядя Стэн в свою очередь любит и оберегает свою внучатую племянницу. Мэйбл часто демонстрирует активный характер и готова дать сдачи любому, кто обидит её брата. У неё есть домашнее животное, свинья по кличке Пухля, которую она выиграла в эпизоде «Время назад!». Несмотря на кажущуюся комичность, Мэйбл отведено важное место в мультсериале: она помогает своему брату решать загадки Гравити Фоллз и сыграла ключевую роль во всех трёх боях с Биллом Шифром. Диппер говорил, что без помощи Мэйбл у него нет ни единого шанса победить Билла. По мере развития сюжета Мэйбл осознаёт, что ей не суждено быть ребёнком вечно, поэтому теряет часть своей непосредственности и становится другим человеком, хоть и не теряя доброту и весёлый характер.